# 법무법인 해마루
법무법인 해마루는 1993년에 설립된 대한민국의 중형 로펌이다. 서울 분사무소와 안산 주사무소가 있다.

## 역사
법무법인 해마루는 1993년 ‘해마루합동사무소’라는 이름으로 시작하였다. 이후 1993년 10월 ‘법무법인 해마루’로, 1997년 3월 ‘법무법인 안산’으로, 2001년 1월 다시 ‘법무법인 해마루’로 개편되었다.

## 출신 인물
정치인 노무현, 천정배, 전해철 등이 법무법인 해마루에서 변호사로 일했다고 알려져 있다.